# Gare du Champ de courses d'Enghien
La gare du Champ de courses d'Enghien est une gare ferroviaire française de la ligne de Saint-Denis à Pontoise, située sur le territoire de la commune de Soisy-sous-Montmorency (département du Val-d'Oise). Elle se situe à 12,6 km de la gare de Paris-Nord.
C'est une gare SNCF desservie par les trains du réseau Transilien Paris-Nord (ligne H).

## Situation ferroviaire
La gare du Champ de courses d'Enghien est située au sud de la commune de Soisy-sous-Montmorency à la limite de celle d'Eaubonne, devant l'entrée du champ de courses d'Enghien-Soisy. Ses quais surplombent la route départementale 109 que la ligne coupe perpendiculairement.
Établie en talus à l'est de la vallée de Montmorency, elle se situe au point kilométrique 12,645 de la ligne de Saint-Denis à Pontoise, ancien tronçon de la ligne Paris-Nord - Lille avant l'ouverture du tronçon plus direct de Saint-Denis à Creil en 1859.
Elle se situe après la gare d'Enghien-les-Bains et précède la gare d'Ermont - Eaubonne.

## Histoire

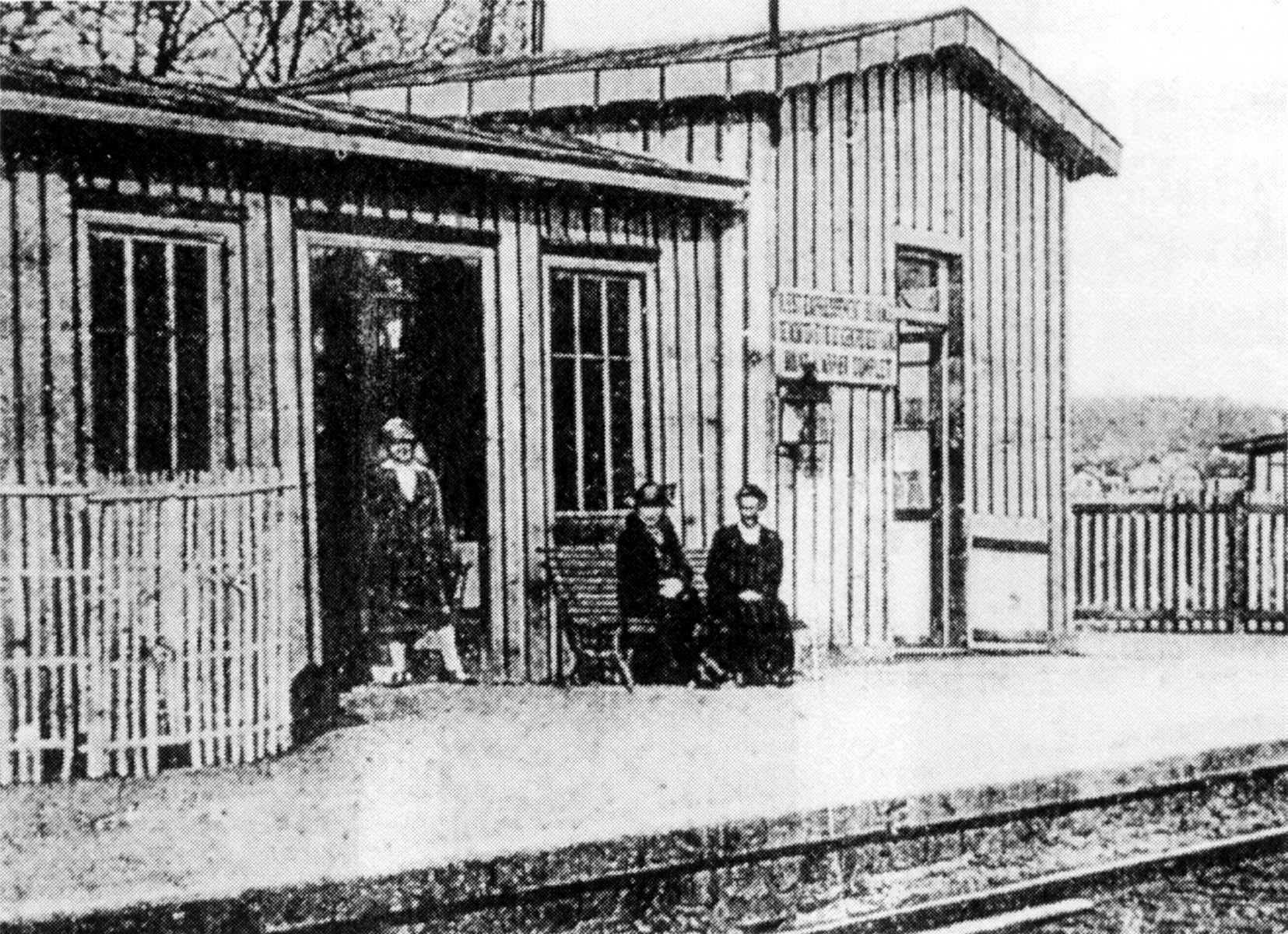
La halte du Champ de courses d'Enghien au début du XXe siècle.

La ligne Paris - Lille fut ouverte le 20 juin 1846 par la Compagnie des chemins de fer du Nord. Cette ligne passait alors par la vallée de Montmorency avant de bifurquer vers le Nord-Est à Saint-Ouen-l'Aumône et de suivre la vallée de l'Oise. L'itinéraire actuel plus direct par la plaine de France et Chantilly n'a été mis en service qu'en 1859, n'accordant plus dès lors qu'un rôle de desserte secondaire à cet ancien itinéraire. La jonction Ermont-Eaubonne - Valmondois via Saint-Leu-la-Forêt est ouverte en 1876, d'abord à voie unique, puis est doublée en 1889.
Sur le réseau Nord, l'électrification arrive sur la ligne Paris - Lille via Creil le 9 décembre 1958 puis sur la lignes Paris - Bruxelles via Compiègne et Paris - Mitry - Crépy-en-Valois en 1963.
La modernisation de l'itinéraire Paris-Nord - Pontoise est alors lancée avec pour but d'améliorer les performances de cette ligne dont la fréquentation est en hausse constante avec l'urbanisation croissante de la banlieue Nord et de faire disparaître les locomotives à vapeur 141 TC tractant les robustes mais spartiates voitures de type Nord à la fin de 1970. En avril/mai 1969, la traction électrique est en service sur Paris - Pontoise et Pontoise - Creil accompagnée de la signalisation par block automatique lumineux.
À cette occasion, la troisième voie centrale dite de « relation » de la section Enghien-les-Bains/Ermont est banalisée afin de fluidifier le trafic. Cette voie avait été conçue afin d'assurer une desserte spécifique de l'hippodrome d'Enghien, desserte dorénavant assurée par les trains réguliers de banlieue vu la forte diminution de ce trafic. Puis finalement, c'est au tour de l'antenne Ermont - Eaubonne - Valmondois d'être électrifiée en décembre 1970.

## Fréquentation
De 2015 à 2020, selon les estimations de la SNCF, la fréquentation annuelle de la gare s'élève aux nombres indiqués dans le tableau ci-dessous.
| Année     | 2015      | 2016      | 2017      | 2018      | 2019      | 2020    | 2021      | 2022      | 2023      |
| --------- | --------- | --------- | --------- | --------- | --------- | ------- | --------- | --------- | --------- |
| Voyageurs | 2 229 912 | 2 155 045 | 2 072 979 | 2 066 509 | 2 096 797 | 943 277 | 1 828 450 | 1 974 639 | 1 972 164 |

## La gare

### Accueil et services
En 2010, un guichet Transilien est ouvert du lundi au samedi de 6 h 00 à 1 h 20. Il dispose de boucles magnétiques pour personnes malentendantes.
La gare est entourée de deux parkings gratuits de 169 et 264 places.

### Desserte

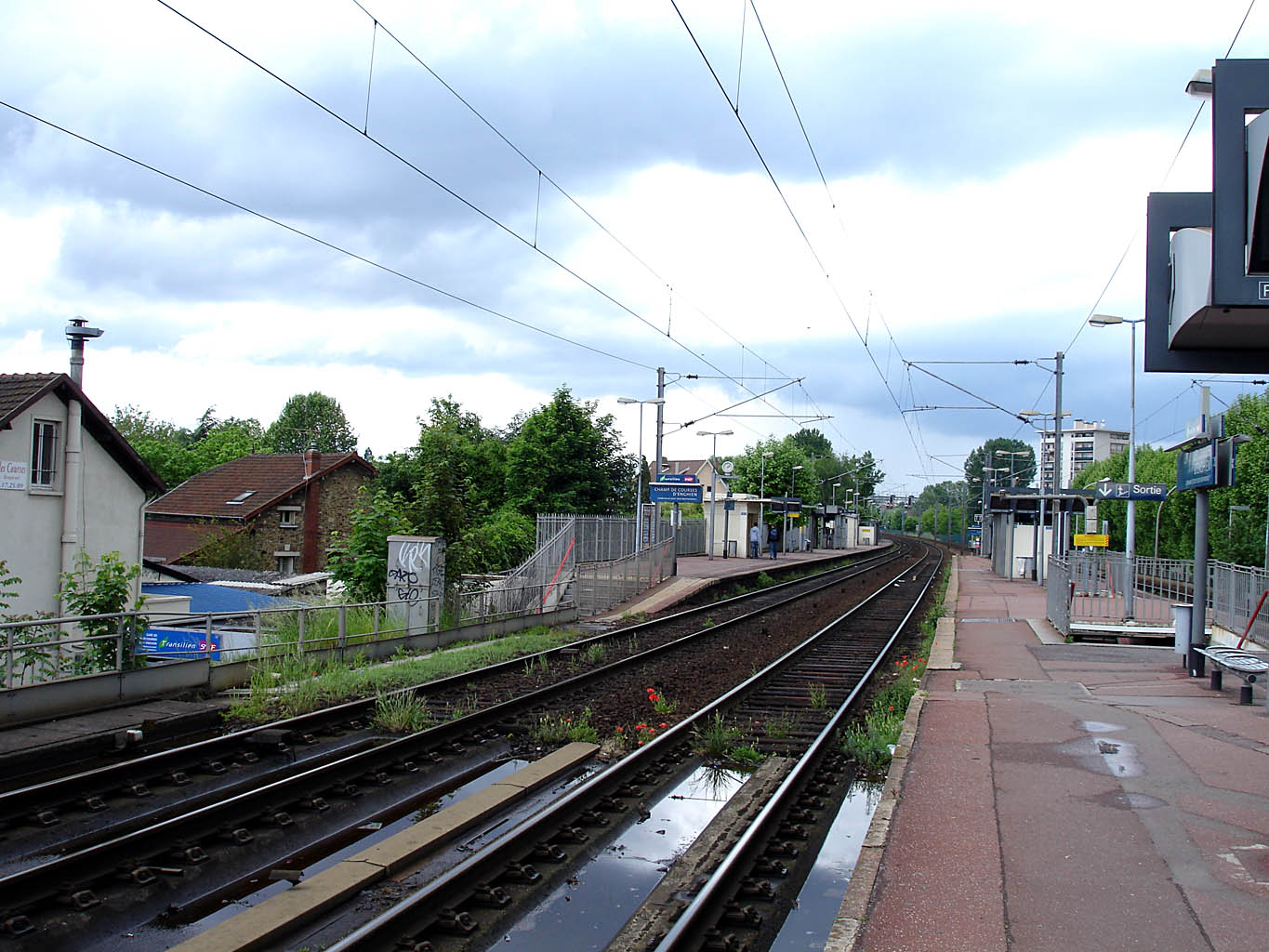
Vue des quais décalés en direction d'Ermont-Eaubonne.

La gare est desservie par les trains du réseau Transilien Paris-Nord (ligne H), à raison d'un train au quart d'heure toute la journée, sauf en extrême soirée. Les trains sont généralement omnibus de Paris-Nord à Pontoise ou Valmondois/Persan-Beaumont, en alternance, et vers Saint-Leu, uniquement aux heures de pointe. Le temps de trajet est de 18 minutes depuis Paris-Nord.

## Correspondances

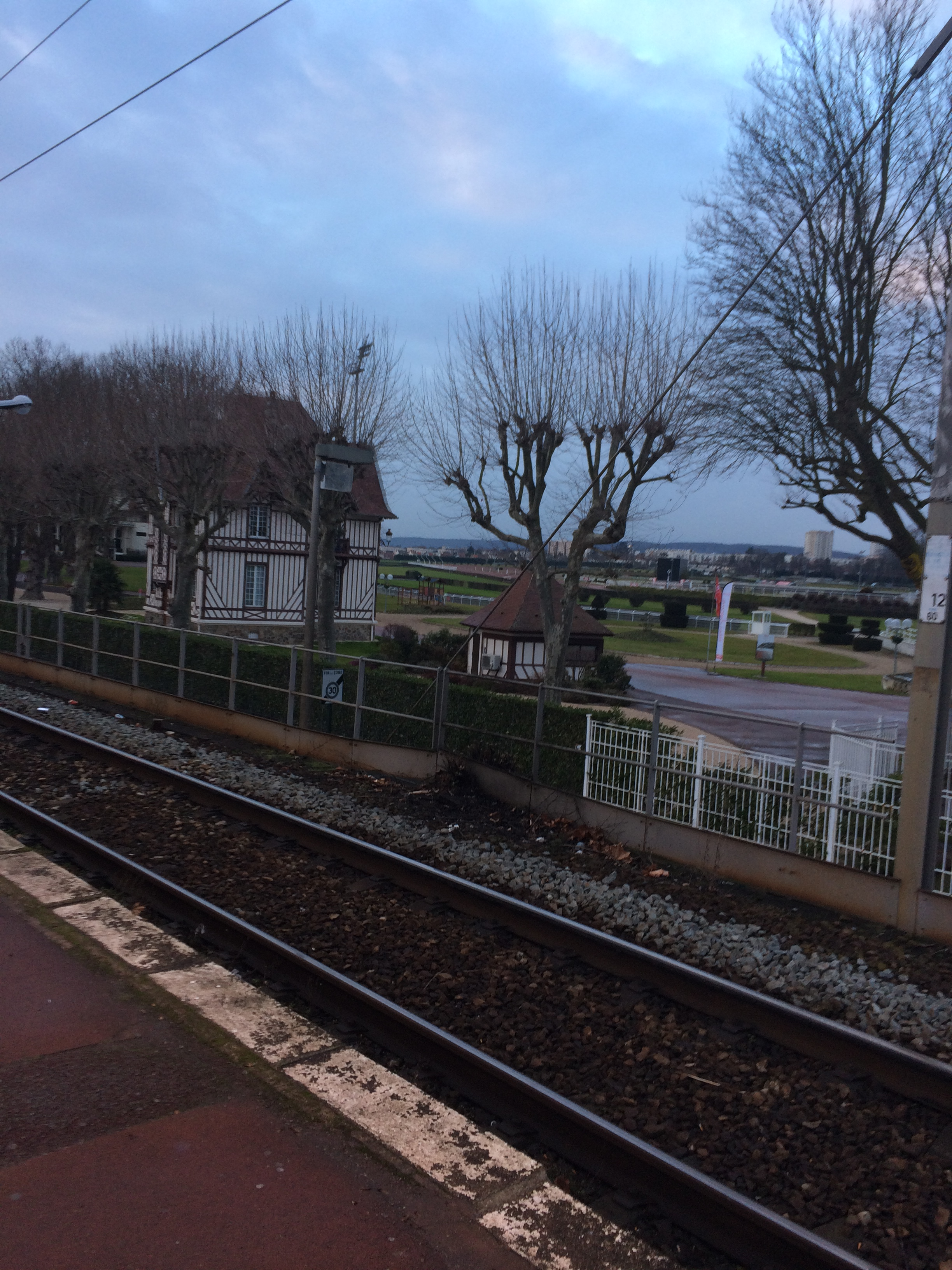
Le champ de courses d'Enghien, vu depuis le quai en direction de Paris-Nord.

La gare est desservie par les lignes 1510, 1512, 1514 et 1533 (SoisyBus) du réseau de bus de la Vallée de Montmorency.
A 600 mètres, se trouve la station République desservie par la ligne 38.04 du réseau de bus Val Parisis.

## Galerie de photographies

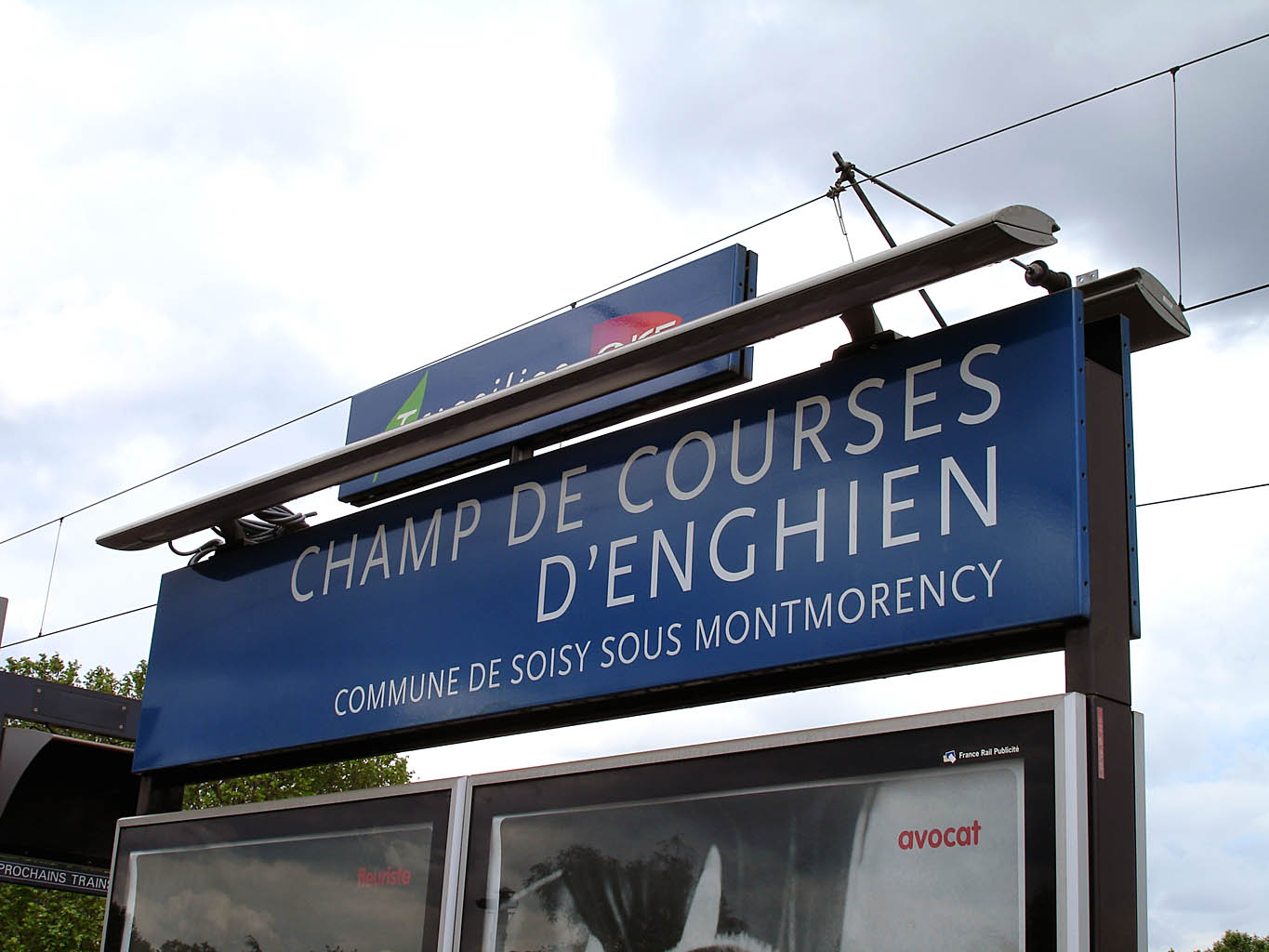
Panneau.
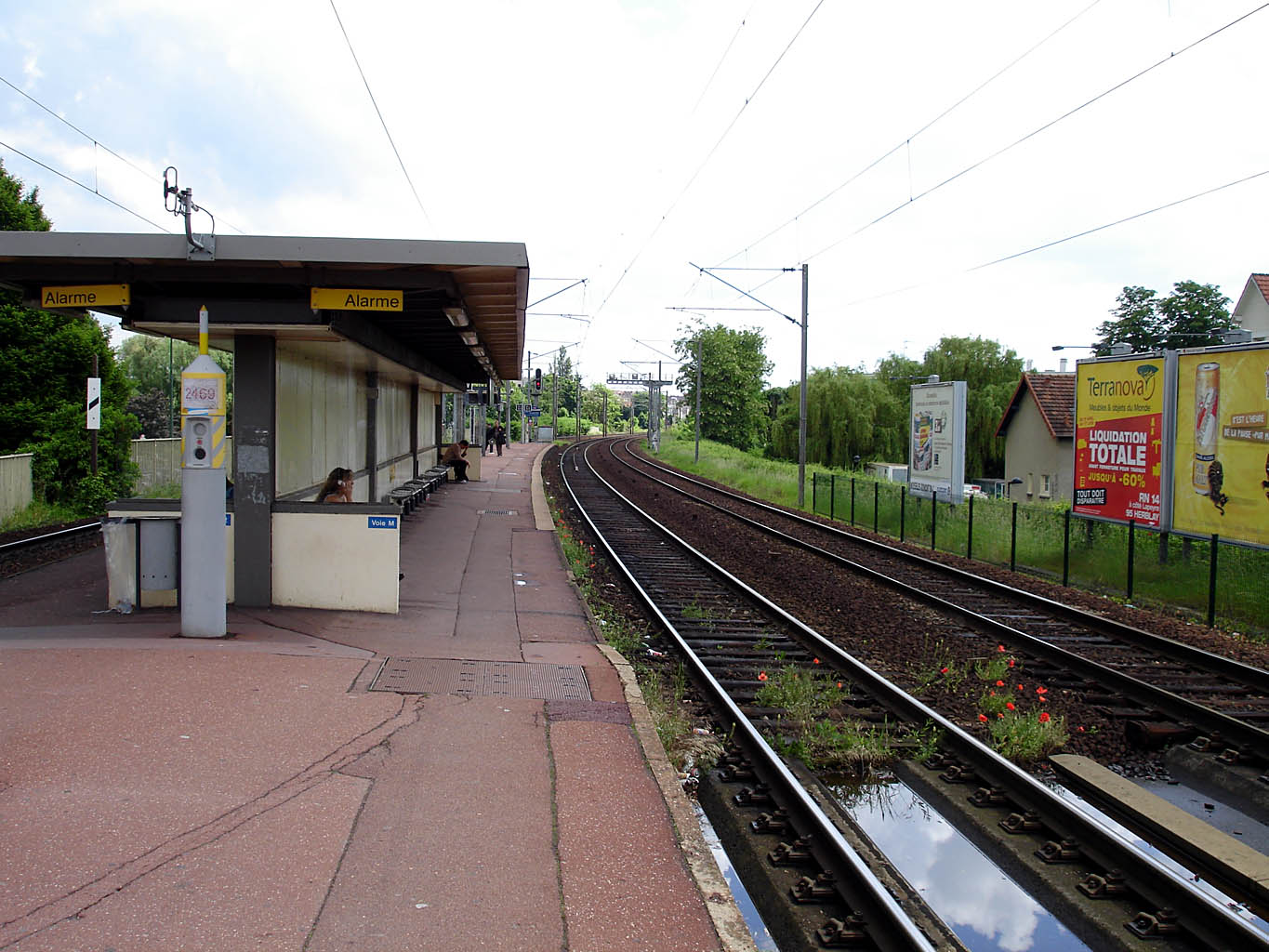
Vue vers Paris-Nord.
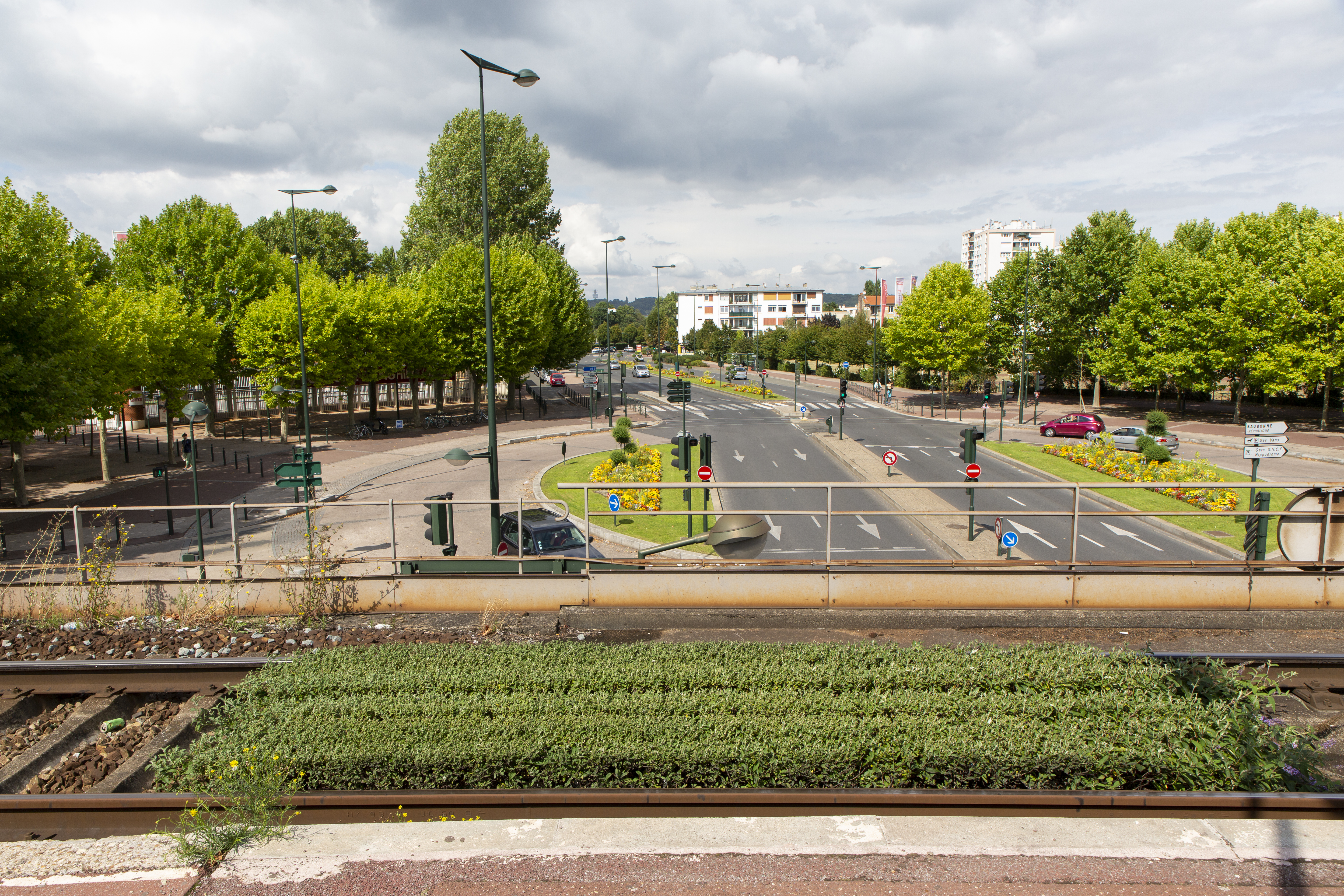
Vue vers l'entrée du champ de courses d'Enghien.
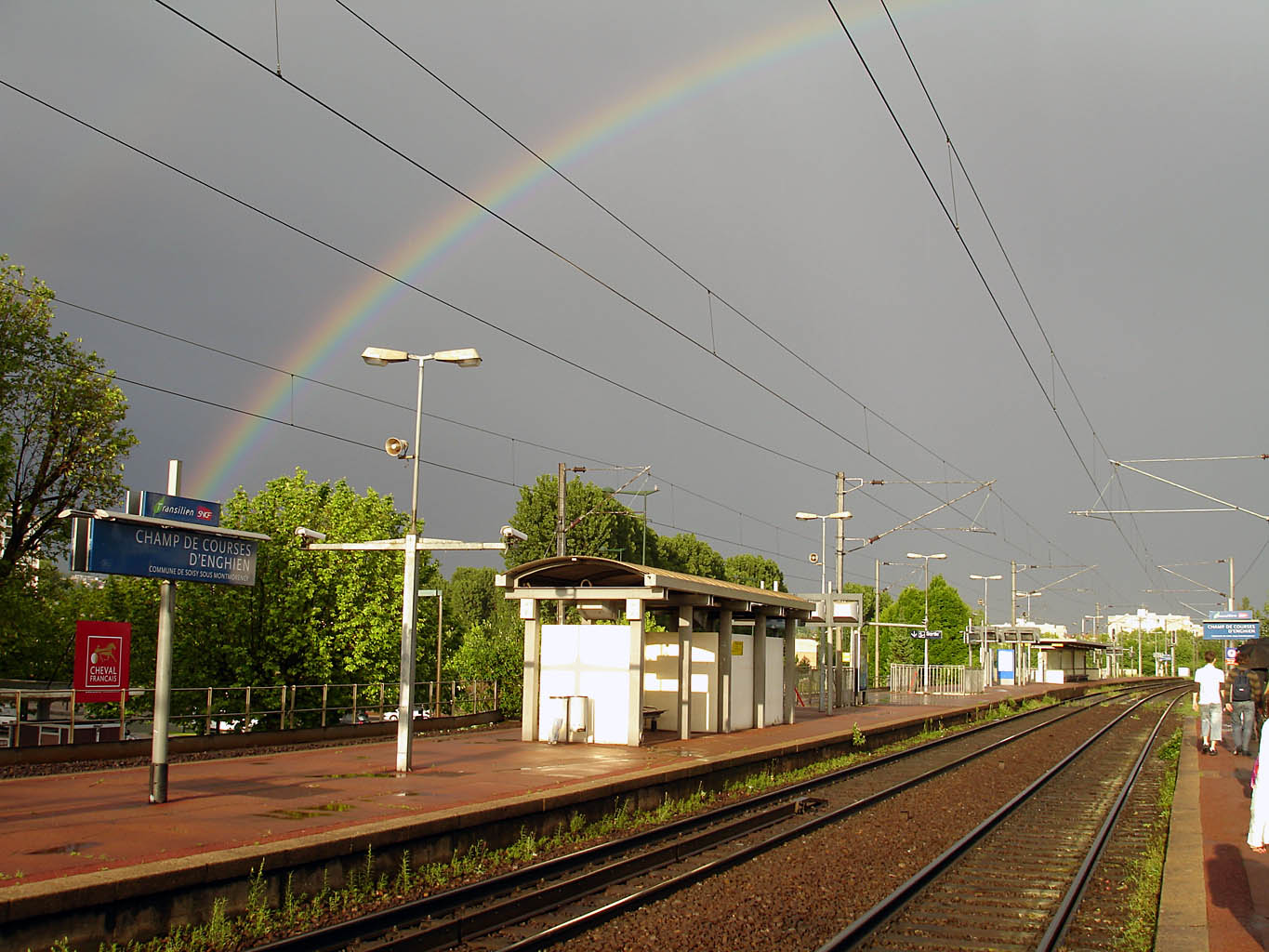
Vue vers Paris-Nord.
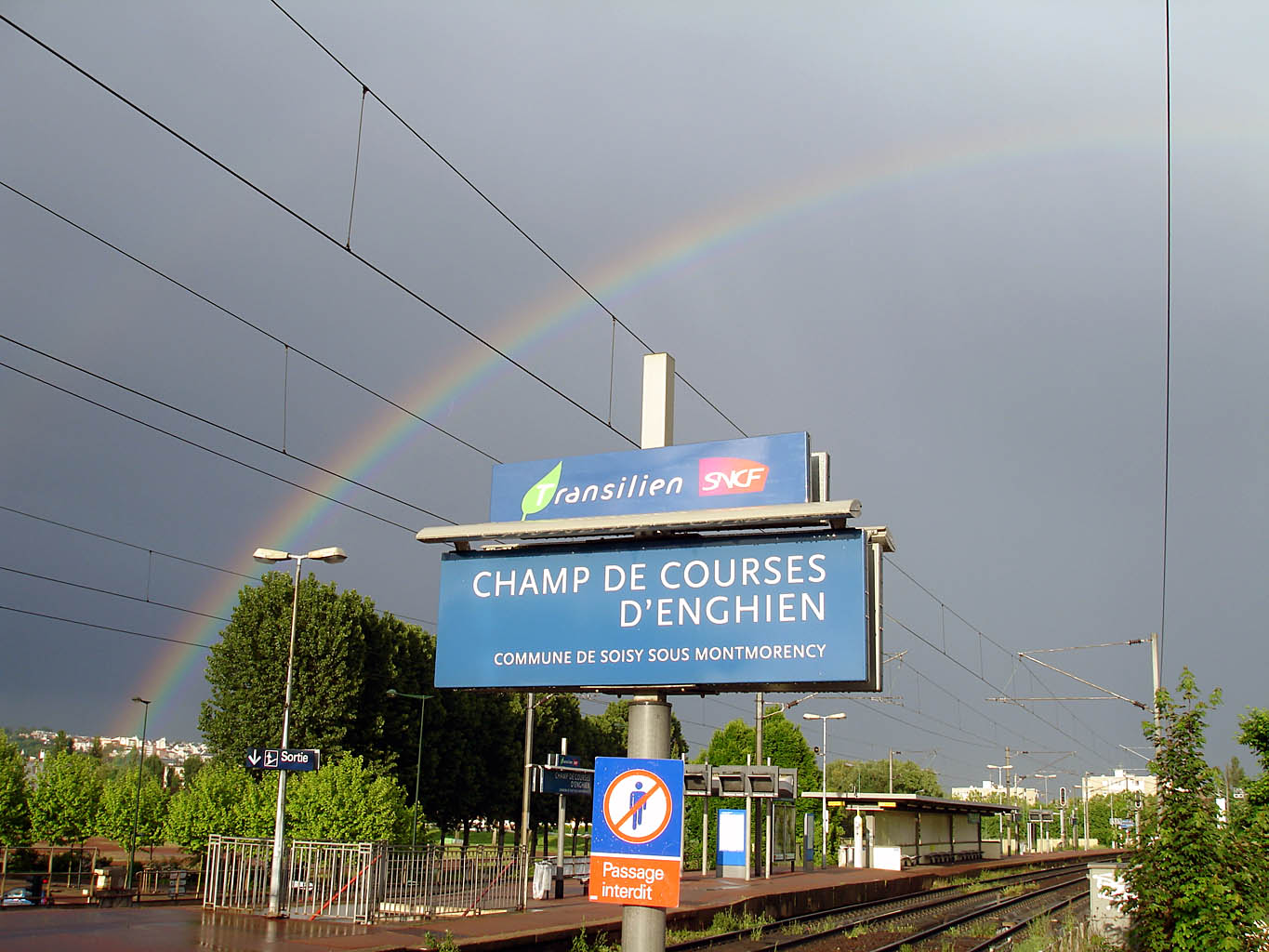
Panneau.